# کارلوس تنا
کارلوس تنا (انگلیسی: Carles Tena؛ زادهٔ ۱۵ اکتبر ۱۹۹۲) بازیکن فوتبال است.